# Acrystal

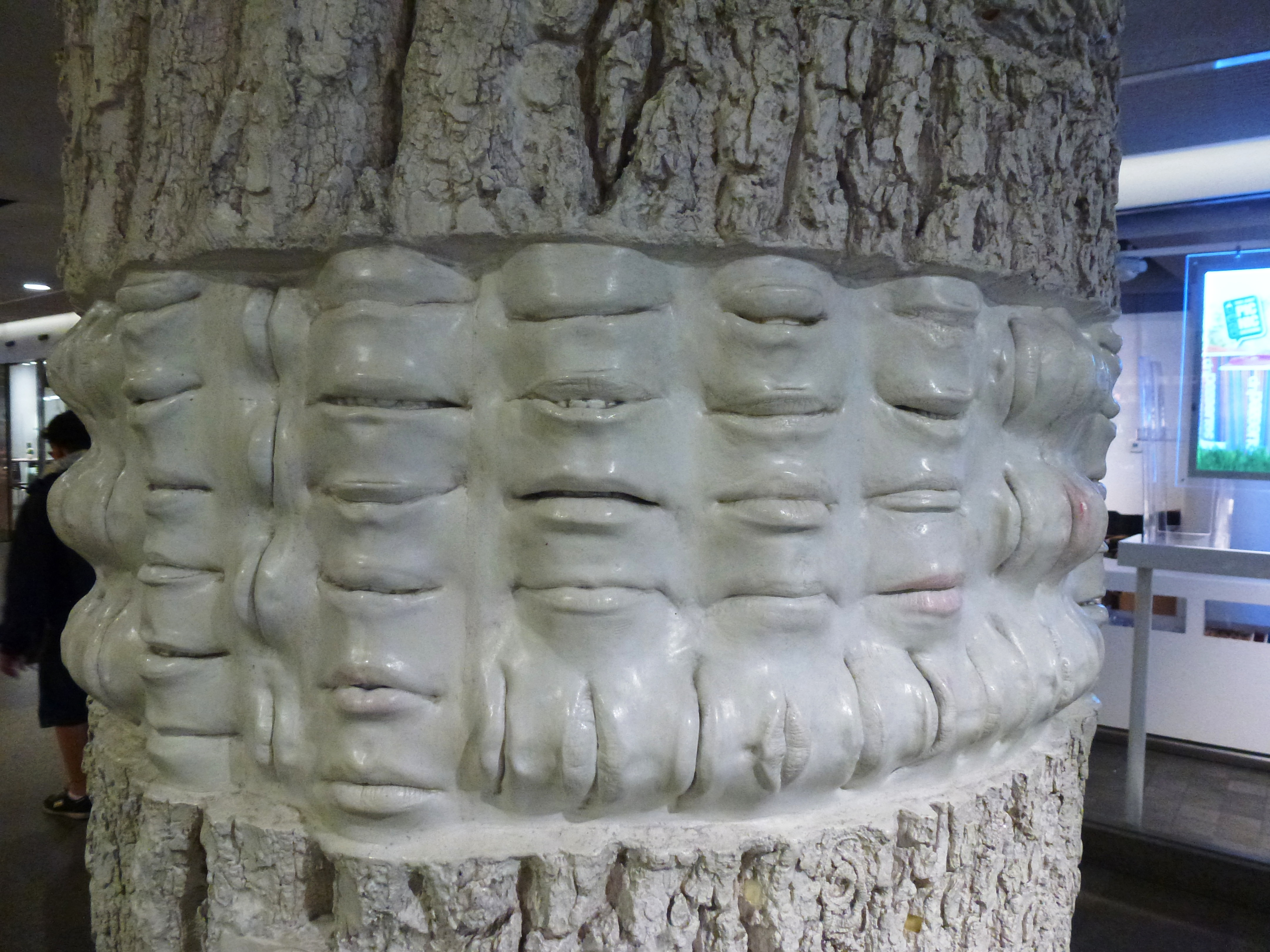
Acrystal i konsten som här för Eva Ziggy Berglunds pelarskulptur ”I minnet gjutet” i Stockholm.

Acrystal är ett tvåkomponent  gjut- och lamineringssystem. Acrystal är ett registrerat varumärke som produceras sedan år 2001 i Frankrike.
Ordet Acrystal är en sammansättning av akryl och kristall, där kristall avser marmorkross. Acrystal är giftfri och har vatten som enda lösningsmedel. Produkten ersätter ofta  polyesterhartser, epoxi eller polyuretan. Användningsområdena är bland annat tillverkning av gjutformar,  skulpturer,  teater- och filmkulisser, figurer på nöjesparker samt modeller inom arkitekturen.